# نشان ملی علوم
نشان ملی علوم (به انگلیسی: National Medal of Science) افتخاری ست که رئیس‌جمهور ایالات متحده آمریکا به افرادی که مهمترین مشارکتها را در پیشبرد دانش در حوزه‌های علوم اجتماعی و رفتاری، زیست‌شناسی، شیمی، مهندسی، ریاضی و فیزیک داشته باشند اهدا می‌نماید. کمیته ۱۲ نفره‌ای مسئول برگزیدن برندگان جایزه‌است که توسط بنیاد ملی علوم مدیریت می‌شود.

## برگزیدگان
- فهرست برندگان نشان ملی علوم